# Picolo et Piccolette
Picolo et Piccolette est une série télévisée française d'animation en 26 épisodes de cinq minutes, créée par Jean Image et diffusée à partir du 18 octobre 1964 sur la première chaîne de l'ORTF.

## Synopsis
Les mésaventures de Picolo, un peintre sans le sou, et de son amoureuse Piccolette, dans le Paris des années 1960. Une petite chienne, nommée Polka, les accompagne souvent.

## Fiche technique
- titre : Picolo et Piccolette
- Réalisation : Jean Image
- Scénario : France et Jean Image
- Animation : René Borg, E. Gonzalez
- Photo-décors : Blondel, A. Bonnet
- Prises de vue : K. Tchikine et Jean-Paul Couturier
- Montage : F. Williaume
- Musique  Henri Gruel puis Fred Freed
- Paroles des chansons: France Image
- Éditions Chapell, Disques Philips
- Laboratoire Eclair
- Co-production O.R.T.F. Films Jean Image
- Pays de production :  France
- Langue originale : français
- Genre : Aventure
- Nombre d'épisodes : 26 (2 saisons)
- Durée : 5 minutes
- Date de première diffusion : 18 octobre 1964

## Caractéristiques
Les personnages sont dessinés de façon stylisée : leur corps est un triangle et leurs membres sont généralement réduits à de simples traits (pouvant évoquer les fameux amoureux de Peynet).
Les personnages (dessinés en couleurs) se déplacent sur un décor qui est fixe pour chaque scène, ce décor est le plus souvent une photo en noir et blanc de Paris.
Il n'y a pas de dialogues : lorsque les personnages parlent, on entend juste une sorte de brouhaha obtenu en accélérant des paroles enregistrées, de telle sorte qu'elles soient incompréhensibles, tandis que les points forts de l'action sont soulignés par une musique originale composée par Fred Freed et Henri Gruel.

## Épisodes

### Première saison
1. Picolo à l'Arc de Triomphe
2. Picolo et la girafe
3. Picolo et la Joconde
4. Titre inconnu
5. Picolo aux Tuileries
6. Picolo à la Tour Eiffel
7. Picolo à Montmartre
8. Picolo à Notre-Dame
9. Picolo au Quartier Latin
10. Parirama
11. Picolo à l'Opéra
12. Picolo au défilé du 14 juillet
13. Picolo au bal du 14 juillet

### Deuxième saison
1. Picolo à Montparnasse
2. Le Noël de Picolo
3. Picolo Arlequin
4. Picolo au Musée Grévin
5. Picolo à la Maison de la Radio
6. Picolo à Orly
7. Picolo à la Madeleine
8. Picolo au Palais des Glaces
9. Picolo et la Sirène
10. Picolo à l'Observatoire
11. L'exposition de Picolo
12. Picolo chanteur des rues
13. Le Rêve de Picolo

## Distinction
Mention d’honneur aux Rencontres Internationales du film pour la jeunesse Cannes 1963 (intitulé actuellement Festival du Film d'Hiver)

## Produits dérivés de la série

### Livre illustré
- Picolo et Piccolette à Paris, Jean Image - Éditeur : Hachette, collection : Les Grands Albums, 32 pages, 1965

### Disque
- Les chansons de Picolo et Piccolette, Jean Image / Fred Freed, Label : Philips, ORTF, 1964, Réf. : 437 115 BE - Durée : 1 min 7 s[1]

### DVD
- Picolo le petit peintre et les neuf meilleurs courts métrages de Jean Image, dans la collection Les maîtres de l'animation française : Jean Image, RDM édition, 2018. Le dvd comprend 9 des épisodes de la série ainsi que 9 courts métrages.